# Албанија на Европском првенству у атлетици на отвореном 2010.
Албанија је учествовала на Европском првенству 2010. одржаном у Барселони, Шпанија, од 27. јула до 1. августа . То је било осмо европско првенство у атлетици на отвореном на којем је Албанија учествовала.  Репрезентацију Албаније представљало је двоје спортиста (1 мушкараца и 1 жена). који су се такмичили у две дисциплине.
Представници Албаније нису освојили ниједну медаљу нити су остварили неки рекорд или резултат.

## Учесници
| Дисциплина | Мушкарци    | Жене           |
| ---------- | ----------- | -------------- |
| Скок удаљ  | Адмир Брегу |                |
| 200 м      |             | Клодијана Шаља |

### Мушкарци
| Атлетичар   | Дисциплина | Лични рекорд | Квалификације | Квалификације | Финале           | Финале           | Детаљи                                |
| Атлетичар   | Дисциплина | Лични рекорд | Резултат      | Место         | Резултат         | Место            | Детаљи                                |
| ----------- | ---------- | ------------ | ------------- | ------------- | ---------------- | ---------------- | ------------------------------------- |
| Адмир Брегу | скок удаљ  | 7,55         | Без резултата | Без резултата | Није се пласирао | Није се пласирао | Архивирано на веб-сајту (9. јун 2012) |

### Жене
| Атлетичарка    | Дисциплина | Лични рекорд | Групе           | Групе           | Полуфинале      | Полуфинале      | Финале          | Финале          | Детаљи                                |
| Атлетичарка    | Дисциплина | Лични рекорд | Резултат        | Место           | Резултат        | Место           | Резултат        | Место           | Детаљи                                |
| -------------- | ---------- | ------------ | --------------- | --------------- | --------------- | --------------- | --------------- | --------------- | ------------------------------------- |
| Клодијана Шаља | 200 м      | 23,55        | Није стартовала | Није стартовала | Није стартовала | Није стартовала | Није стартовала | Није стартовала | Архивирано на веб-сајту (9. јун 2012) |